# A Hopi Legend
Pour plus de détails, voir Fiche technique et Distribution.
A Hopi Legend est un film muet américain réalisé par Wallace Reid et sorti en 1913.

## Fiche technique
- Titre : A Hopi Legend
- Réalisation : Wallace Reid
- Scénario : Wallace Reid
- Photographie :
- Montage :
- Producteur : David Horsley
- Société de production : Nestor Film Company
- Société de distribution :
- Pays d'origine :  États-Unis
- Langue : film muet avec les intertitres en anglais
- Format : Noir et blanc — 35 mm — 1,33:1 — Muet
- Genre : Western
- Durée :
- Dates de sortie :
  - États-Unis : 31 décembre 1913

## Distribution
- Wallace Reid : Waheley
- Dorothy Davenport
- Ed Brady : Great Bear
- Frank Borzage
- Phil Dunham